# Onafhankelijk filmfestival van Rome
Het Onafhankelijk filmfestival van Rome of Rome Independent Film Festival (afgekort RIFF) is een internationaal filmfestival voor onafhankelijke filmmakers. Er zijn verschillende onderdelen in deze wedstrijd: Feature Films, New Frontiers, Documentary Films, Short Films, Digital Video, International Student Films, Animation, Screenplays&Subjects en Music Shorts. De winnaars worden gekozen door een internationale jury. Het festival wordt sinds 2002 ingericht en vierde in maart 2011 de tiende editie.